# Ariaramnes II
Ariaramnes II lub Ariamnes III (gr. Ἀριαράμνης, Ariarámnēs; Ἀριάμνης, Ariámnēs) – władca Kapadocji pod zwierzchnictwem Seleucydów w latach ok. 280-235 p.n.e. Syn Ariaratesa II Filopatora, władcy Kapadocji.
Był prawdopodobnie pierwszym władcą Kapadocji, który uzyskał niezależność od imperium Seleucydów. Informacje o nim uzyskujemy od Diodora Sycylijskiego, historyka greckiego. Pisał o nim, że niezwykle kochał swe dzieci. Około roku 255 p.n.e. uwieńczył diademem swego starszego syna Ariaratesa III oraz dopuścił go do rządów z nim na zasadach równości. Zadzierzgnął powinowactwo z Antiochem II Theosem, królem państwa Seleucydów, doprowadzając do zawarcia małżeństwa między jego córką Stratoniką a swoim synem Ariaratesem III. Po jego śmierci starszy syn zaczął panować samodzielnie (Biblioteka, ks. XXXI, 3).